# Jonathan Drouin
Jonathan Drouin (ur. 28 marca 1995 w Sainte-Agathe-des-Monts, Quebec) – kanadyjski hokeista.

## Kariera klubowa
- Nord Sélects Bantam 2 AA (2009–2010)
- Lac St-Louis Lions (2010–2011)
- Halifax Mooseheads (2011–2014)
- Tampa Bay Lightning (2014–2017)
  -  Syracuse Crunch (2015–2016)
- Montreal Canadiens (2017-)

Wychowanek AHM Mont-Tremblant. W grudniu 2011 został zawodnikiem zespołu Halifax Mooseheads w juniorskich rozgrywkach QMJHL w ramach CHL. W tym czasie zdobywał nagrody indywidualne oraz wraz z drużyną zdobył mistrzostwo rozgrywek. 30 czerwca 2013 w drafcie NHL z 2013 został wybrany przez Tampa Bay Lightning z numerem trzecim (jego kolega z drużyny Halifax, Nathan MacKinnon, został wybrany z numerem jeden). W lipcu 2013 podpisał trzyletni kontrakt wstępny z tym klubem, na występy w rozgrywkach NHL. Początkowo występował jeszcze w Halifax w sezonie 2013/2014, a następnie równolegle w Syracuse Crunch, klubie afiliacyjnym Tampa Bay Lightning. W barwach TBL rozegrał trzy sezony. Od połowy czerwca 2017 zawodnik Montreal Canadiens w toku wymiany za Rosjanina Michaiła Siergaczowa. Z kanadyjskim klubem związał się wówczas sześcioletnim kontraktem.

## Kariera reprezentacyjna
Został reprezentantem juniorskim Kanady. Występował w kadrach juniorskich kraju w turniejach mistrzostw świata do lat 17 (2012), Memoriale Ivana Hlinki 2013, mistrzostw świata do lat 20 w 2013, 2014, 2015. W barwach zespołu Ameryki Północnej do lat 23 brał udział w turnieju Pucharu Świata 2016.

## Sukcesy
Reprezentacyjne
- Złoty medal Memoriału Ivana Hlinki: 2013

Klubowe
- Trophée Luc Robitaille: 2013
- Mistrzostwo QMJHL – Coupe du Président: 2013 z Halifax Mooseheads
- Mistrzostwo CHL – Memorial Cup: 2013 z Halifax Mooseheads

Indywidualne
- Sezon QMJHL 2012/2013:
  - Pierwsze miejsce w klasyfikacji asystentów w fazie play-off QMJHL: 23 asysty
  - Pierwsze miejsce w klasyfikacji kanadyjskiej w fazie play-off QMJHL: 35 punktów
  - Mike Bossy Trophy – najlepiej zapowiadający się profesjonalista QMJHL
  - Michel Brière Trophy – Najbardziej Wartościowy Zawodnik (MVP) QMJHL
  - Trophée Guy Lafleur – Najbardziej Wartościowy Zawodnik (MVP) w fazie play-off QMJHL
  - Paul Dumont Trophy – osobowość sezonu QMJHL
  - Pierwszy skład gwiazd QMJHL
  - CHL Top Prospects Game
  - Najlepszy zawodnik tygodnia CHL - 23 września 2012, 21 kwietnia 2013
  - Najlepszy zawodnik roku CHL
- Sezon QMJHL 2013/2014:
  - Pierwsze miejsce w klasyfikacji asystentów w sezonie zasadniczym QMJHL: 79 asyst
  - Pierwsze miejsce w klasyfikacji asystentów w fazie play-off QMJHL: 28 asyst
  - Pierwsze miejsce w klasyfikacji kanadyjskiej w fazie play-off QMJHL: 41 punktów
  - Pierwszy skład gwiazd QMJHL